# USS LST-336
O USS LST-336 foi um navio de guerra norte-americano da classe LST que operou durante a Segunda Guerra Mundial.